# گاردنرویل (نوادا)
گاردنرویل، نوادا (به انگلیسی: Gardnerville, Nevada) یک سکونتگاه مسکونی در ایالات متحده آمریکا است که در نوادا واقع شده‌است.

## خصوصیات
گاردنرویل ۱۲٫۴ کیلومترمربع مساحت و ۵٬۶۵۶ نفر جمعیت دارد و ۱٬۴۴۸ متر بالاتر از سطح دریا واقع شده‌است.